# Station Rohrbach (Saar)
Station Rohrbach (Saar) is een spoorwegstation in de Duitse plaats Rohrbach (Saar). Het station werd in 1895 geopend.